# 올라 웡

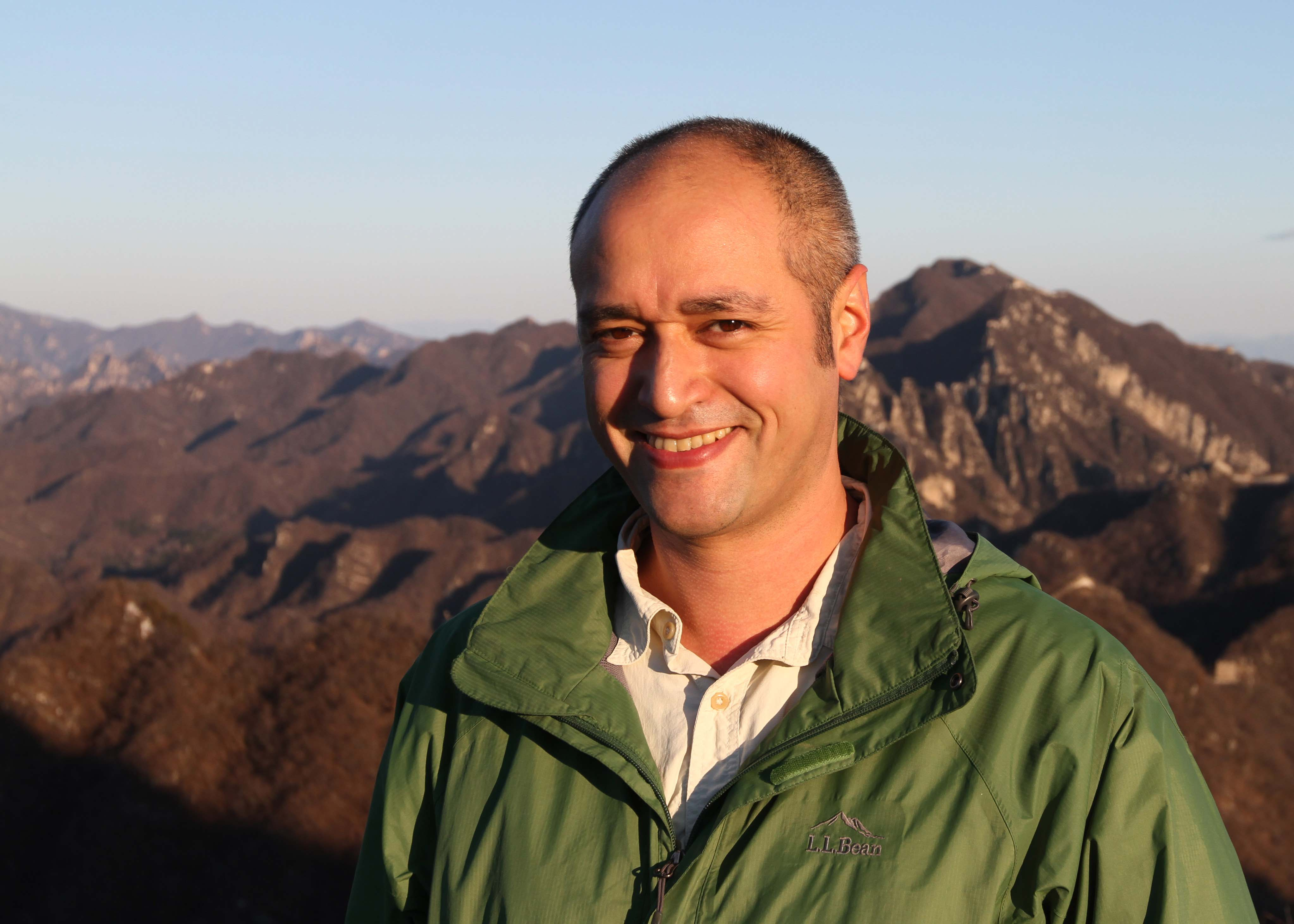
올라 웡

올라 웡(Ola Wong, 1977년 1월 6일 스웨덴 보로스 ~ )은 스웨덴의 중국계 작가이다. 스웨덴의 일간 신문인 《스벤스카 다그블라데트》에서 기자로 활동했으며 중국의 정치, 환경, 외교, 문화, 경제에 관한 글을 집필했다.